# Малый Атмас (Татарстан)
Малый Атмас (тат. Кече Укмас) — деревня в Рыбно-Слободском районе Республики Татарстан, в составе Бетьковского сельского поселения.

## География
Деревня находится на реке Атмаска, в 14 км к северу от районного центра, посёлка городского типа Рыбная Слобода.

## История
Окрестности деревни были обитаемы в период Волжской Булгарии, о чём свидетельствуют археологические памятники - Малоатмасские местонахождение и селище.
Первоисточники упоминают о деревне с 1615-1616 годов.
В сословном плане, в XVIII веке и вплоть до 1860-х годов, жителей деревни причисляли к государственным крестьянам.
Число жителей деревни увеличивалось с 73 душ мужского пола в 1782 году до 762 человек в 1920 году. В последующие годы численность населения деревни постепенно уменьшалась и в 2017 году составила 130 человек. 
По сведениям из первоисточников, мечеть и медресе существовали в деревне в начале XX столетия. В 1998 году в деревне построена мечеть.
Административно, до 1920 года деревня относилась к Лаишевскому уезду Казанской губернии, с 1927 года относится к Рыбно-Слободскому району Татарстана.

## Экономика и инфраструктура
Полеводство, животноводство; эти виды деятельности являлись основными для жителей деревни также и в XVIII-XIX столетиях.
В деревне действует дом культуры.